# 許桂恒
許 桂恒（きょ けいこう、1885年 – 没年不詳）は、中華民国・満洲国の官僚。

## 事績
遼陽警務学校を卒業。中華民国時代は、昌図県と鉄嶺県で県長をつとめた。満洲国建国後は、黒龍江省公署参事官、瀋陽県長を歴任する。1934年（康徳元年）、安東省民政庁長となり、1937年 （康徳4年）6月30日、黒河省長に任命された。翌1938年（康徳5年）8月に辞任し、10月に赤十字社理事となる。1940年（康徳7年）、満洲生活必需品株式会社副理事長となり、1943年（康徳10年）時点でも在任している。
1944年以降における許桂恒の動向は不詳となっている。

## 注
1. 1 2 3 4  尾崎監修(1940)、14頁。
2. ↑  帝国秘密探偵社編(1943)、「満洲」104頁は「1905年生まれ」としているが、ここでは尾崎監修(1940)に従う。
3. 1 2  帝国秘密探偵社編(1943)、「満洲」104頁。
4. ↑  満洲国史編纂委員会編(1956)、73頁。